# Topos

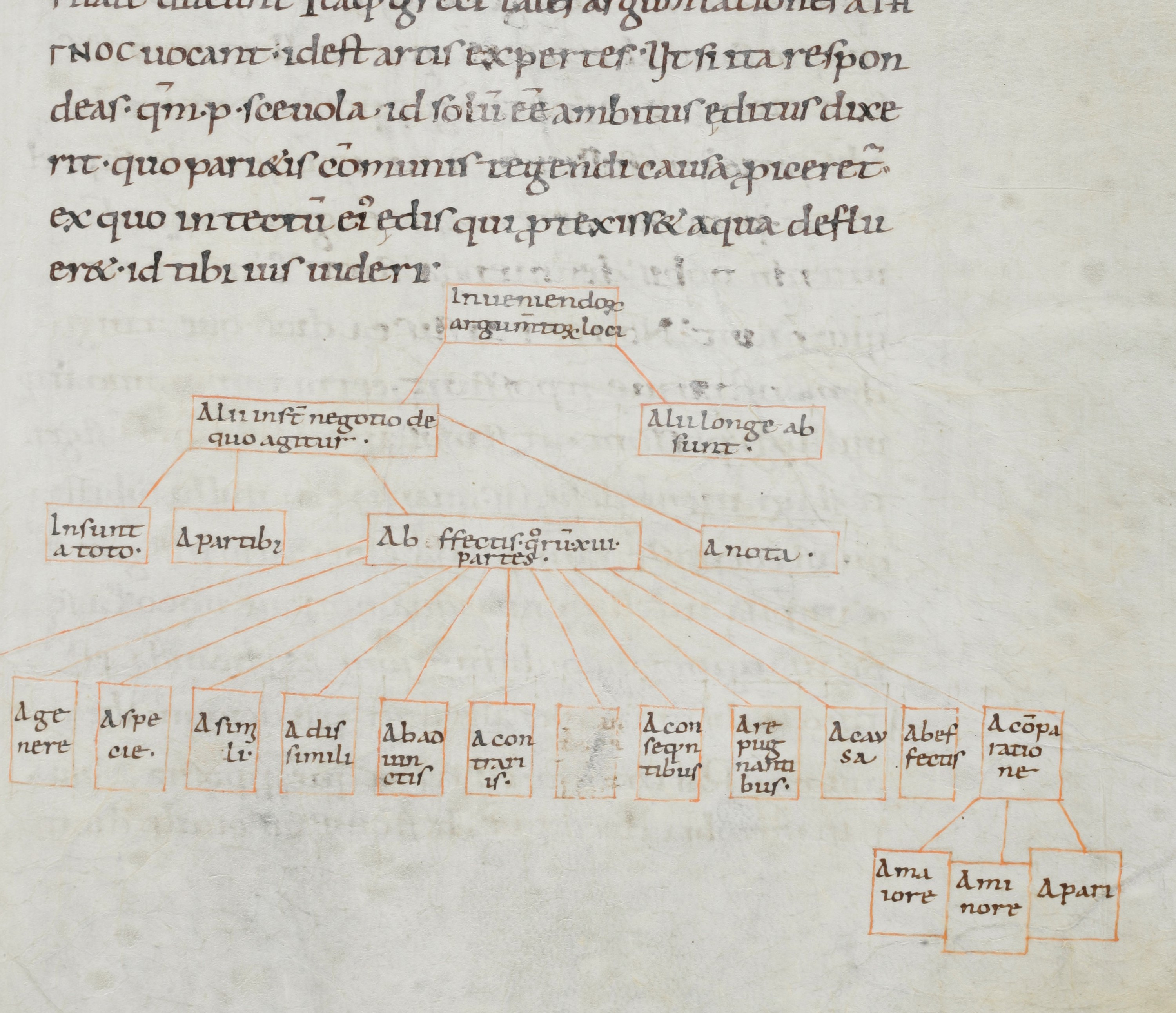
Fragment XI-wiecznego rękopisu Topiki Cycerona. Rysunek przedstawiający podstawową klasyfikację toposów. Rękopis przechowywany w Sankt Gallen, w bibliotece opactwa św. Galla pod sygnaturą 818, pagina 253

Topos (stgr. τόπος κοινός) lub miejsce wspólne (łac. locus communis), w dawniejszych polskich pracach niekiedy komunał – twierdzenie przyjmowane w danej kulturze bez dowodu, będące podstawą argumentacji (według definicji dialektycznej); gotowy do użycia, powszechnie znany argument, o dużej sile perswazyjnej, który można zastosować do udowadniania dowolnej tezy podczas wypowiedzi (według definicji retorycznej); ponadczasowy konstant w literaturze, przejawiający się w tożsamych znakach, motywach i sformułowaniach (według definicji literackiej).
W nauce sformułowano wiele innych wyjaśnień pojęcia topos. Definicje te różnią się przede wszystkim ze względu na to, jaką dyscyplinę naukową reprezentuje badacz, który definicję sformułował. Topos uważa się bowiem za pojęcie interdyscyplinarne, występujące w ramach teorii argumentacji i tekstu, które jest wykorzystywane podczas badań szczegółowych w różnych dyscyplinach naukowych i rozmaicie definiowane. Wprowadzony przez Arystotelesa do dialektyki i retoryki termin topos używany jest współcześnie między innymi w teorii literatury, biblistyce, politologii, filozofii, reklamie, public relations, semiologii czy metodologii nauk.
Wynajdywaniem, analizą, klasyfikacją i zastosowaniem toposów zajmuje się odrębna dyscyplina naukowa – topika.

## Znaczenie terminu
Słowo topos oznaczało w języku greckim miejsce w przestrzeni. Jednakże przez wielu greckich pisarzy było używane przenośnie – nie tylko na oznaczenie miejsca w przestrzeni, ale także „miejsca” w myśli, wypowiedzi czy tekście. Zwrot τόπος κοινός oznaczał w klasycznej grece „wspólne dla wszystkich miejsce”. Przymiotnik koinos („wspólne”) związany był z komunikacyjnym aspektem pojęcia „miejsca”, odnoszonego – przez pisarzy – także do myśli, wypowiedzi czy tekstu. W tym znaczeniu wskazywał na istnienie wspólnoty mówców i słuchaczy lub pisarzy i czytelników. Wspólnota ta uznawała pewne sądy i wartości – wyrażane za pomocą „wspólnych dla wszystkich miejsc” w mowie czy tekście – za konieczne albo prawdziwe.
Autorzy rzymscy oddawali greckie τόπος κοινός używając łacińskiej kalki językowej locus communis. Za Cyceronem i Kwintylianem niektórzy polscy pisarze i naukowcy zwali więc topos miejscem wspólnym, co z kolei jest polską kalką językową terminu łacińskiego.
W języku polskim grecki termin topos niekiedy oddawano dawniej słowem komunał. Ten polski termin wywodził się z łacińskiego locus communis. Komunał – jako synonim toposu – występuje w polskich pracach napisanych w XVII, XVIII i XIX wieku. Z podręczników szkolnych i literatury słowo to przeniknęło do języka potocznego, w którym stopniowo nabrało pejoratywnego znaczenia. Dlatego w XX wieku naukowcy zarzucili używanie tego spolszczenia terminu topos.

## Definicja dialektyczna

### Arystoteles

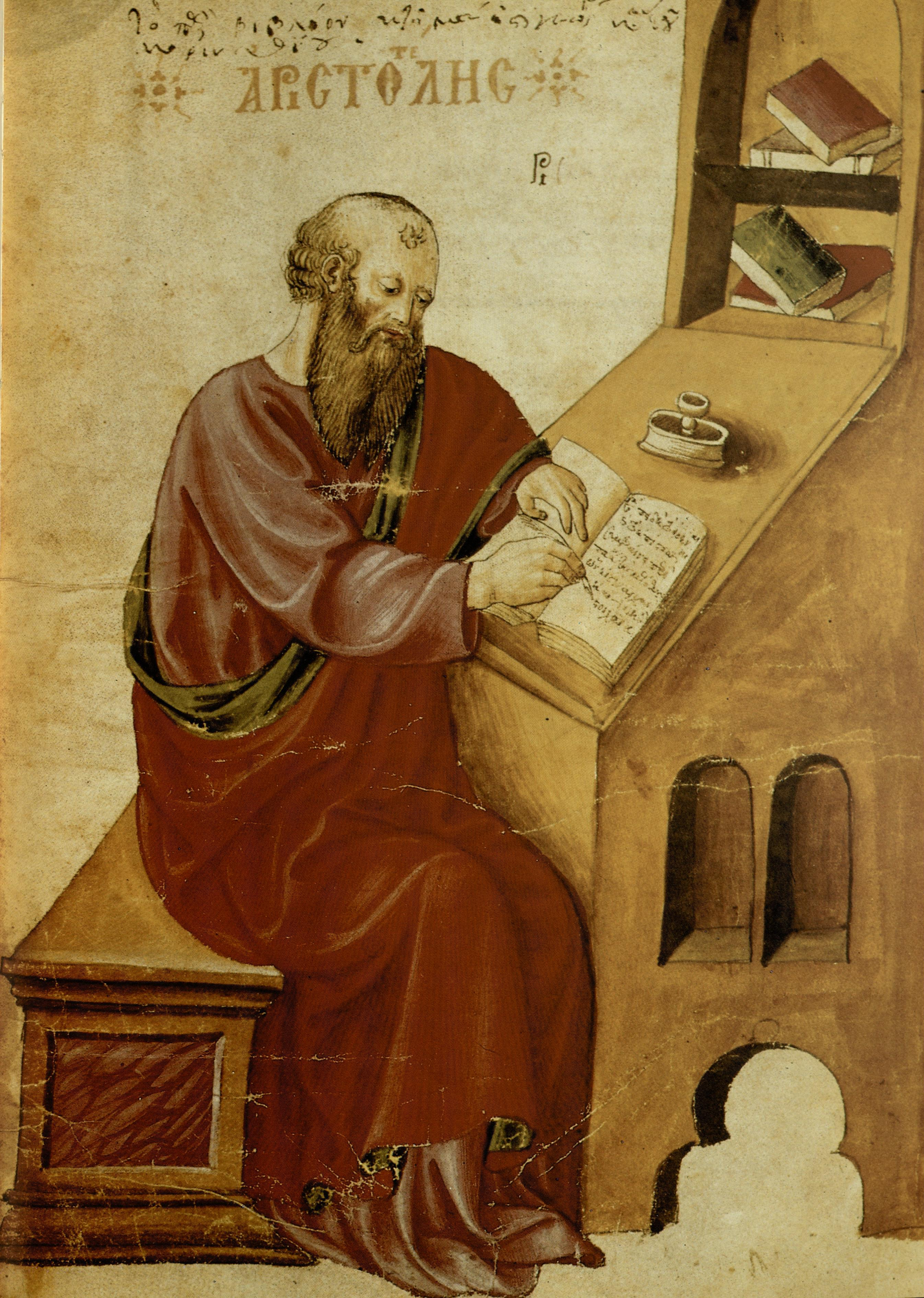
Arystoteles piszący przy pulpicie. Miniatura w rękopisie Topiki z 1457 roku. Wiedeń, Österreichische Nationalbibliothek, Cod. Phil. gr. 64

Pojęcie toposu wprowadził do nauki, w ramach dialektyki, Arystoteles w traktacie Topiki. W ujęciu Arystotelesa topos jest przesłanką sylogizmu dialektycznego, będącego podstawą entymematu. Dlatego umożliwia on przeprowadzenie wnioskowania dialektycznego, czyli argumentacji opartej na prawdopodobieństwie. Topos jest – w dialektyce – konstytuantą (podstawą) argumentacji i refutacji. Można go przyrównać do aksjomatu w logice matematycznej czy paradygmatu w nauce. Definiuje się go jako taką przesłankę argumentu, której nie trzeba wcześniej udowadniać, lecz jedynie wyciągać z niej wnioski – przesłanka ta bowiem uznawana jest za oczywistą. Dlatego komentatorzy Topik często określali arystotelesowski topos jako „maszynę”, za pomocą której podczas wnioskowania tworzy się przesłanki i argumenty. W ujęciu innych komentatorów Topik, topos jest twierdzeniem przyjmowanym bez dowodu.
Jako przykład Arystoteles podał bardzo często używany topos, przybierający formy nic nie dzieje się bez powodu, wszystko ma swoją przyczynę itp. Komunał ten opiera się na dialektycznym sylogizmie: ponieważ każde wydarzenie jest skutkiem, który posiada swoją przyczynę, to przyczyna i skutek istnieją równocześnie. Ten skomplikowany sylogizm skrócony został do bardziej zrozumiałego entymematu: ponieważ każde wydarzenie jest skutkiem czegoś, posiada więc zawsze przyczynę. Entymemat ten został następnie ujęty w powszechnie używaną formę prostego toposu. Topos łączy w ten sposób przesłanki i wniosek z sylogizmu w krótkie zdanie, mające dużą moc argumentacyjną, które staje się – podczas wnioskowania – przesłanką kolejnego sylogizmu lub entymematu. Dlatego właściwe zastosowanie odpowiednich toposów uważane jest za schemat argumentacyjny ogólnego zastosowania.

### Cyceron
Cyceron w traktacie Topika (Topica) rozwijając twierdzenia Arystotelesa – uznał topos za generalizującą, infinitywną aplikację miejsc dowodowych (loci argumentorum). Według jego definicji topos jest argumentem dialektycznym, opierającym swoją moc dowodzenia na przekonaniach pewnej wspólnoty, dla której właściwy jest sposób myślenia, mówienia czy pisania uznający określone sądy i wartości za konieczne lub prawdziwe. Argumentu takiego nie trzeba uzasadniać, gdyż sam z siebie ma on dużą siłę dowodową w obrębie społeczności, w której funkcjonuje. Opiera się bowiem na zgodzie powszechnej (consensus omnium), to znaczy na więzach kulturowych charakterystycznych dla danej wspólnoty.
Topos, w ujęciu Cycerona, wywodzi się z jednej z dwóch form argumentu dialektycznego – entymematu lub exemplum. Topos z entymematu – podobnie jak w ujęciu Arystotelesa – przejmuje formalny sposób rozumowania oparty na ukrytym sylogizmie. Druga forma toposu, wprowadzona do dialektyki przez Arpinatę, przejmuje opis lub opowiadanie z exemplum. Podstawą toposu jest w tym przypadku powszechne przekonanie o podobieństwie przedmiotu przedstawionego do przedmiotu rzeczywistego. Potencjalnym miejscem wspólnym z exemplum jest każde powszechnie znane opowiadanie. Opowiadanie to staje się toposem, gdy zostaje użyte w funkcji argumentu dialektycznego.

## Definicja retoryczna

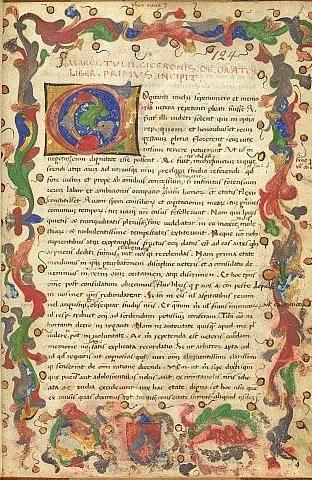
Pierwsza strona De oratore (O mówcy) Cycerona, dzieła zawierającego podstawy retorycznej teorii toposu. Rękopis sporządzony w północnej Italii około 1400 (Muzeum Brytyjskie, Londyn)

Po napisaniu Topik, w jednej z kolejnych swoich prac, Retoryce (Τέχνη ῥητορικῆ), Arystoteles omówił zasady zastosowania toposów podczas wygłaszania mowy i pisania tekstu. Stwierdził – na podstawie wielu przykładów – że topos jest niezbędnym elementem wypowiedzi. Następnie wykazał, że właściwe zastosowanie toposów jest konieczne dla poprawności argumentacji. Wprowadził też podział toposów retorycznych ze względu na ich zastosowanie oraz opisał różne grupy toposów. W Retoryce Arystoteles zdefiniował topos jako gotowy, niewymagający uzasadnienia argument, zawierający stereotypowe rozumowanie typu najbardziej ogólnego, który można zastosować we wszelkiego rodzaju wypowiedziach – mowach i tekstach – do udowadniania nawet przeciwstawnych tez. Zdaniem Arystotelesa, o ile „zwykłe” argumenty oddziaływają słabiej, ponieważ dowodząc merytorycznie tezy są mniej ozdobne, nieznane odbiorcy, wymagające od niego skupienia, to miejsca wspólne wyróżniają się podczas argumentacji większą siłą perswazji, możliwością akceptacji i ozdobnością. Są bowiem powszechnie zrozumiałe, dobrze znane, oddziaływają na emocje i uwypuklają argument. Dlatego umiejętne argumentowanie z toposów uważane jest za podstawę sztuki przekonywania.
Rozważania Arystotelesa na temat toposu rozwijali greccy i rzymscy retorzy. Szczególną rolę przypisał toposowi Cyceron. Uważany jest on za twórcę w pełni dojrzałej koncepcji toposu retorycznego. Elementy tej teorii rozproszone zostały w jego różnych dziełach – O inwencji, O mówcy, Brutusie, Mówcy, O najlepszym rodzaju mówców, Podziałach retorycznych oraz Topice. Teorię tę zebrał w całość i opatrzył zbiorem twierdzeń i przykładów Kwintylian w Kształceniu mówcy.
Według Cycerona topos to najbardziej użyteczny typ argumentu. Jego zdaniem: tak jak słowa powstają z liter, tak wypowiedź powstaje z toposów. Dlatego – jak twierdził Cyceron – podczas dowodzenia własnych racji lub zbijania zarzutów, autor powinien odnaleźć właściwe twierdzenia i sądy w zbiorze toposów, a nie wymyślać nowe argumenty. Zasada ta oznacza, że poprawne argumenty tworzą pewien, akceptowalny przez autora i odbiorców, zbiór toposów oraz że istnieje wspólnota, dla której właściwy jest sposób myślenia, mówienia czy pisania oparty na tychże toposach. Istnienie takiej wspólnoty – według Cycerona – stanowi podstawę porozumienia między autorem a odbiorcami, dlatego użycie podczas wypowiedzi właściwych toposów pozwala przekonać odbiorców do tezy autora.
Według teorii retoryki topos jest zatem gotowym do użycia, powszechnie znanym argumentem, o dużej sile perswazyjnej, który można zastosować w mowie lub tekście do udowadniania dowolnej tezy. Wykorzystuje się go w procesie wnioskowania, wspierając lub negując konkretne twierdzenia. Dlatego, dla osiągnięcia zamierzonego podczas wypowiedzi celu, teoretycy retoryki polecali stosowanie konwencjonalnych schematów. Na przykład do podstawowych formuł wstępu należały toposy skromności czy nowości. Formuły te rozpowszechniły się niezwykle szeroko w całej literaturze starożytnej oraz średniowiecznej, a potem przeniknęły do piśmiennictwa nowożytnego. Niezliczona liczba pisarzy twierdziła, że pisze o czymś nowym, tworzy na rozkaz, nie ma wystarczającego talentu itp. Część współczesnych badaczy przyjmuje te oświadczenia za wiarygodne, podczas gdy są to przeważnie standardowe toposy wynikające z zastosowania zasad retoryki.

## Definicja literacka
Nową interpretację i pola znaczeniowe uzyskał termin topos w XX wieku za sprawą opublikowanej w roku 1948 monografii Europäische Literatur und lateinisches Mittelalter niemieckiego historyka literatury Ernsta Roberta Curtiusa. Szczegółowa analiza filologiczna tysięcy dzieł literackich doprowadziła Curtiusa do wniosku, że w tekstach rozmaitego pochodzenia – z odmiennych epok, napisanych w różnych gatunkach literackich przez rozlicznych autorów – występują zawsze pewne stałe elementy o takiej samej strukturze. Elementy te są ponadczasowym sposobem wysławiania się – konstantami wyrazu literatury (Ausdruckskonstanten). Curtius stwierdził, że te stałe elementy wysławiania się są tożsame z toposami, które już w starożytności sklasyfikowała i opisała teoria retoryki.
Za Curtiusem, następne pokolenie badaczy, zdefiniowało topos jako ponadczasowy konstant w literaturze (stałą literacką, die literarische Konstante), przejawiającą się w tożsamych znakach, motywach i sformułowaniach. W innym ujęciu, polski teoretyk literatury Michał Głowiński zdefiniował topos jako powszechnie przyjmowaną konwencję literacką, stanowiącą zespół kanonicznych zwrotów i przedstawień, wyjątkowo odporną wobec przemian w czasie i będącą przez wieki usankcjonowanym sposobem literackiego wyrazu.
Objęto terminem topos dawne, sięgające Biblii i antyku, motywy i tematy, które przechodzą z tekstu do tekstu. Dla Curtiusa nawiązania i kontynuacje topiczne są dowodem ciągłości kultury. Trwałość toposów wynika, zdaniem uczonego, z ich związków z archetypami. Pojęcie to, wprowadzone przez psychologa Carla Gustava Junga, oznacza przechowywane w nieświadomości zbiorowej prawzorce, które są dziedziczone z pokolenia na pokolenie i dzięki temu skrycie oddziałują na ludzkie wyobrażenia oraz kierują ludzkimi zachowaniami.

## Przykłady toposów

### Chłopiec i starzec

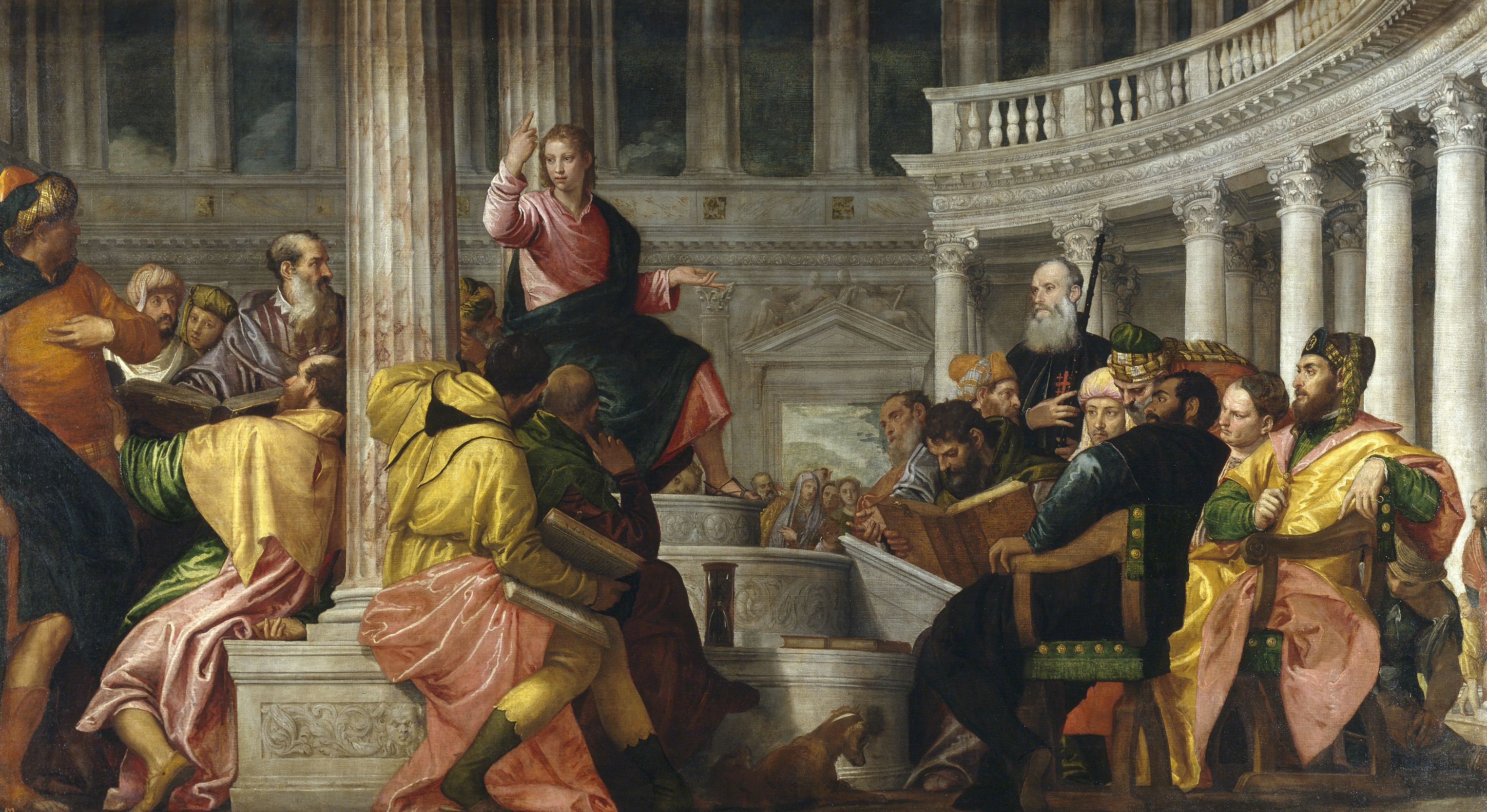
Młody Jezus dyskutujący z uczonymi. Obraz olejny Paolo Veronese z około 1560 roku

Arystoteles i Cyceron za jeden z najczęściej stosowanych toposów uznali komunał, w którym wychwala się młodość, a jednocześnie oddaje cześć starości (puer senex). Topos ten funkcjonuje na zasadzie emocjonalnych przeciwieństw, połączonych w intelektualny argument. Witalność młodości jest w nim wymieszana z mądrością starości. Polaryzacja „młodość-starość” dąży w tym toposie do osiągnięcia równowagi. Cyceron wyjaśnił: Jak bowiem pochwalam młodzieńca, w którym jest coś ze starca, tak też chwalę starca, w którym jest coś młodzieńczego.
Topos ten występuje w literaturze wszystkich kręgów kulturowych, we wszystkich okresach historycznych. W różnych religiach postacie zbawicieli, mędrców i świętych były przedstawiane przy pomocy elementów dzieciństwa i starości. Imię założyciela taoizmu Lao-Tse można przetłumaczyć jako stare dziecko. W żywocie tybetańskiego mistrza buddyzmu Congkhapy zapisano: Kiedy kobieta zeszła pewnego dnia do źródła, aby nabrać wody, ujrzała w zwierciadle jej powierzchni oblicze mężczyzny cudnej urody. Kiedy pogrążona była w kontemplacji tego obrazu, urodziła silnego chłopca z długimi włosami i całkiem siwą brodą. W hinduskiej Manusmryti zanotowano: Młody bramin Kawi wykładał swym stryjom księgi święte, zwracając się do nich: synowie! Rozgniewani poskarżyli się bogom. Ci zaś odrzekli: Chłopiec zwrócił się do was poprawnie, bo ten, który nie wie, jest dzieckiem, ten zaś, kto wykłada świętą naukę, jest ojcem. Nie z powodu białej głowy jest się starcem; tego, kto będąc chłopcem przeczytał pisma, choć jest młody, bogowie uznają za starca. Bóg etruski Tages był opisywany jako cudowny chłopiec z siwymi włosami i umysłem starca. W Baśniach Tysiąca i jednej nocy wezyr Ibn Szimas był młody wiekiem, lecz stary rozumem.
W Biblii o Tobiaszu napisano, że był najmłodszy ze wszystkich, ale nigdy nie postępował w sposób dziecinny. Księga Mądrości głosiła, że wiek jest czcigodny, ale nie powinien być mierzony latami. Prudencjusz opowiedział o dwunastoletniej Eulalii, iż jej dziecięca skromność była godna mądrości dojrzałego wieku. Perpetui i Felicycie ukazał się Bóg – jak zanotowano w ich Żywocie – w postaci sędziwego starca o śnieżnobiałych włosach i młodzieńczym obliczu. Makary Wielki nosił tytuł dziecka-starca. Grzegorz Wielki rozpoczął swoją opowieść o Benedykcie z Nursji następującymi słowami: Był to człowiek czcigodnego żywota (...) nawet w czasach chłopięctwa miał on rozum starca.
Topos chłopiec-starzec często wykorzystywali sofiści. Flawiusz Filostrat twierdził o Apoloniuszu z Tyany, że nie wiadomo, czy dożył osiemdziesięciu, dziewięćdziesięciu, czy też stu lat, ale jako starzec był bez uszczerbku i do tego bardziej czarujący niż młodzieniec. Eunapios wysławiał Juliana Apostatę, że był starcem w chłopięciu. Z retoryki topos ten przeszedł do literatury. W Eneidzie Wergiliusz opiewał dojrzałość chłopca Iulusa: Męska rozwaga i duch wyprzedzały młodzieńczy wiek. Owidiusz uważał połączenia dojrzałości z młodością za dar niebios, którym bywali wyróżniani jedynie cesarze i półbogowie. Klaudian pisał poetyckie panegiryki na cześć wysokich urzędników, wychwalając ich młodzieńczą sprawność w podeszłym wieku. W średniowieczu i erze nowożytnej topos ten pojawiał się nadal bardzo często w literaturze i wypowiedziach, jak w wierszu ze zbioru Druga Ojczyzna Jerzego Lieberta z 1925 roku: Pan Bóg jest dzieckiem płochem, które dla zabawy słodki kwiat koniczyny ukrywa wśród trawy.

### Rozum i odwaga

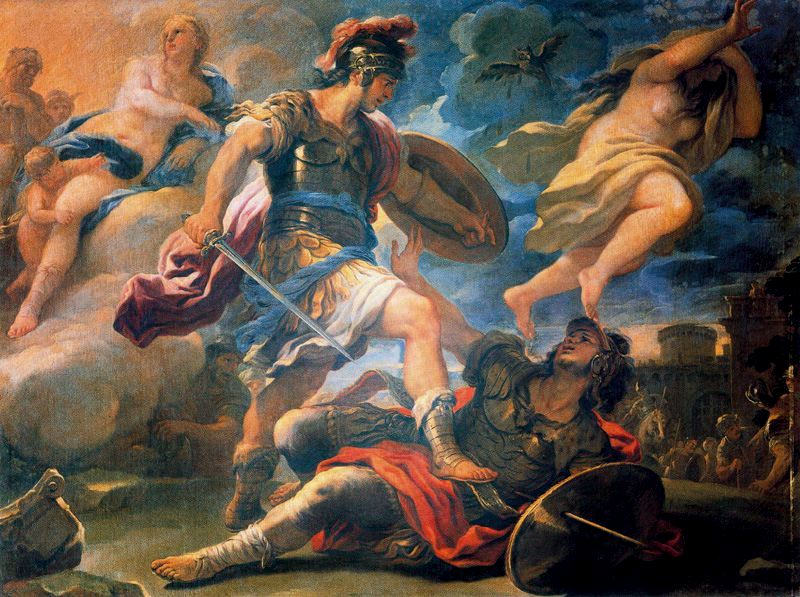
Eneasz pokonuje Turnusa. Obraz olejny Luca Giordano z XVII wieku. Nad Eneaszem unosi się jego Geniusz, Geniusz Turnusa zostaje zepchnięty w ciemności.

O ile topos puer senex znajdował przez wieki zastosowanie do wychwalania mędrców czy świętych, to do opisu bohaterów używano bardzo często toposu sapientia et fortitudo – tłumaczonego jako rozum i odwaga, mądrość i siła, śmiałość i dzielność, w zdrowym ciele zdrowy duch itp. Opisywany bohater był jednym z ideałów człowieczeństwa – jako wojownik, rycerz, dowódca, władca, obrońca praw, mąż stanu czy na przykład polityk. W toposie tym połączone zostały pozorne przeciwieństwa – dzielność ciała ze szlachetnością duszy.
W historii to miejsce wspólne występowało w kulturach o różnych systemach społecznych, moralnych czy religijnych. Francuski filolog Georges Dumézil wykazał, że funkcjonowało ono w mitologii praindoeuropejskiej: Jeden z dwóch terminów obejmuje to, co jest natchnione, nieprzewidywalne, szalone, śpieszne, magiczne, straszne, mroczne, wymagające, totalitarne itd., tymczasem drugi obejmuje to, co uregulowane, dokładne, majestatyczne, powolne, prawne, życzliwe, jasne, liberalne, szczodre. W tradycji europejskiej topos ten okazał się bardzo trwały, głównie dzięki autorytetowi Homera, który na nim oparł fabuły Iliady i Odysei. Teoretycy retoryki analizując sapientia et fortiduto twierdzili, że odwaga występuje poprzez połączenie sztuki wojowania, męstwa w boju i radzie oraz sprawności w posługiwaniu się bronią; natomiast mądrość wynika z doświadczenia, przebiegłości i wymowności.
Topos ten, za Homerem powielił w Eneidzie Wergiliusz, który o Eneaszu napisał: ten najsprawiedliwszy ze wszystkich mąż bogobojny, jak nikt i w sztuce wojennej najpierwszy (...) słynący z cnoty i męstwa. Stacjusz w Tebaidzie za pomocą antytez rozróżniał dwie cechy wojownika – wielką siłę i mądrość w radzie. Fulgencjusz twierdził, że każda doskonałość składa się z siły cielesnej i mądrości. Izydor z Sewilli nazywał bohaterami ludzi, którzy swą mądrością i odwagą zasłużyli na niebo. Gesta Fryderyka II wychwalają tego władcę za pomocą następującego argumentu: Sama Natura podwójnym ozdobiła go darem; czyniąc go mądrym i dzielnym – w każdym godzien podziwu. Szekspir w Makbecie tak charakteryzuje Banka: To śmiałek – ale swą nieustraszoność umie poddawać kontroli rozumu. W działaniu jest i mężny, i rozważny.